# Laasow (Vetschau/Spreewald)
Laasow, niedersorbisch Łaz, ist ein Ortsteil der Stadt Vetschau/Spreewald im Landkreis Oberspreewald-Lausitz im Süden des Bundeslandes Brandenburg. Bis zur Eingemeindung am 26. Oktober 2003 war Laasow eine eigenständige Gemeinde. Der Ort gehört zum amtlichen Siedlungsgebiet der Sorben/Wenden.

## Geographie
Laasow liegt am Südrand des Spreewaldes, knapp acht Kilometer Luftlinie südlich von Vetschau/Spreewald. Nur etwa 500 Meter vom Ortskern entfernt liegt der Gräbendorfer See. Der Ortskern liegt bei 73 m ü. NHN. Der heutige Ortsteil grenzt im Norden an Repten und die Kernstadt Vetschau/Spreewald, im Osten an Eichow, Wiesendorf, Brodtkowitz und Casel, im Süden an Reddern, im Westen an Ogrosen und Missen. Die Gemarkung Laasow grenzte um 1950 noch an Tornitz und Briesen im Norden, Wüstenhain und Gräbendorf (devastiert) im Osten, Laasdorf (devastiert) und Reddern im Süden, und Ranzow, Ogrosen und Missen im Westen.
Zum Ortsteil Laasow gehören die Gemeindeteile Tornitz und Wüstenhain sowie die Wohnplätze Briesen, Alte Windmühle, An der Alten Schäferei (Tornitzer Landstraße 39), Knorraue und Schäferei. Zur Unterscheidung von heutigem Ortsteil und dem namensgebenden Ort wird hier der ursprüngliche Ort auch als „Kernort“ bezeichnet. Die L 524 führt von Süden nach Norden durch den Kernort hindurch weiter nach Briesen. Kurz vor dem Ortseingang kreuzt sie sich mit der K6623, die vom Kernort zunächst nach Wüstenhain und von dort weiter nach Tornitz führt. Die K6623 verläuft weiter nach Lobendorf, die L524 von Briesen weiter nach Eichow. Der Ortsteil Laasow hatte zum 31. Dezember 2015 415 Einwohner, der namensgebende Ort ca. 200 Einwohner.

## Geschichte
Die Gemeinde Laasow in den Grenzen des heutigen Ortsteils entstand erst zum 1. Januar 1974 mit der Eingemeindung von Tornitz einschließlich Briesen und Wüstenhain. Der Artikel beschränkt sich auf die Geschichte des Kernortes (für die Geschichte der drei anderen Orte siehe jeweils dort).
Der Kernort Laasow wurde urkundlich erstmals 1377 erwähnt. Łaz, der sorbische Name für Laasow, ist die altsorbische Bezeichnung für eine Lichte Stelle im Wald, Waldwiese oder Dorf auf urbar gemachten Land. Der Dorfname veränderte sich im Laufe der Jahrhunderte ein wenig, auch die Schreibweise variierte ständig. So wurde aus dem Lass, Laß, Loss, Loß, Lahß, Lahs, Lahse, Lase, Laso, Laaso, Lasow, Lahsow, schließlich Laasow. Nach Rudolf Lehmann war die ursprüngliche Dorfstruktur eine breite Gasse.

### Besitzgeschichte
Nach Gerhard Krüger belehnte der brandenburgische Kurfürst Joachim fünf Gebrüder von Zabeltitz mit dem Laß nebst Gericht, Kirchlehn und Windmühle. Leider gibt er keine Quelle für diese Information an. Im Register der Lehensleute, welche dem Kurfürsten Joachim und Markgrafen Albrecht die Huldigung geleistet haben, von den Jahren 1499 bis 1500 erscheinen tatsächlich fünf Brüder von Zabeltitz, allerdings ohne Ortsangabe, von denen Siuert, Cristoff und Heinrich den Lehnseid leisteten, Nickel und Ott abwesend waren und (noch) nicht geschworen hatten. Houwald identifiziert die fünf Brüder mit Wulff, Georg, Merten, Nickel und Peter von Zabeltitz zu Ogrosen, die 1527 mit Reuden, Bolschwitz, Saßleben und Ogrosen belehnt wurden. Dass Laasow dabei nicht genannt ist, erklärt er damit, dass die genannten Orte böhmische Lehen waren, Laasow aber ein brandenburgisches Lehen. Er schreibt aber etwas anderes unter Gahlen, hier heißt es ausdrücklich: Im Jahre 1500 wurden die 5 Brüder v. Zabeltitz mit Namen Sivert, Christoph, Heinrich, Nikolaus und Otto außer mit den Gütern Laasow (Laß) und Kalckwitz auch mit Gahlen, das schon ihren Eltern gehört hatte, belehnt. Es muss offen bleiben, welche der fünf Brüder mit der obigen Notiz bei Krüger gemeint sind. Die Besitzgeschichte folgt im Wesentlichen der Darstellung von Götz Freiherr von Houwald.
1511 soll noch ein Anteil von Laasow dem Hans und Andreas von Greiffenhagen (recte Greiffenhayn) abgekauft worden sein. 1536 wurde Peter von Zabeltitz auf Casel mit dem freien Haus und Vorwerk in Cottbus, dem Dorf Dissenchen, der Hälfte von Laubsdorf, sieben Hüfnern und zwei Gärtnern in Gor (Guhrow oder Gahry), drei Bauern in Laasow, vier Bauern in Kiekebusch und der Hälfte von Ranzow belehnt. 1527 urteilte der Hauptmann von Cottbus, Balthasar von Burgk, dass Renisch (recte Benisch) von Zabeltitz 3 Schillinge Zinsen an die Kirche in Cottbus zu zahlen habe, mit denen seine Bauern in Laasow in Rückstand waren. Nach der Zabeltitzschen Familiengeschichte saß dieser Behenisch von Zabeltitz auch noch 1536 auf Laß. Der Lehenbrief des Martin von Zabeltitz zu Buchwäldchen über Schöllnitz von 1543 nennt mit den Mitbelehnten Benisch und Georg von Zabeltitz nun ebenfalls zwei zweifelsfreie Besitzer von Laasow (Laß). Nach der Zabeltitzschen Familiengeschichte von 1888 ist Benisch der Sohn des Otto von Zabeltitz (in der Familiengeschichte ist die Angabe allerdings mit einem Fragezeichen versehen). Benisch von Zabeltitz saß auch 1560 noch auf Laasow. Nach Schmidt starb Benisch 1564. Sein Leichenstein befindet sich hinter dem Altar der Kirche von Laasow. 1565 mussten die Zabeltitzer zu Saßleben und Loß drei gerüstete Ritterpferde stellen. 1567 wurde der Sohn des Benisch, Peter von Zabeltitz mit Laasow belehnt. Am 11. Mai 1569 beruft Peter von Zabeltitz den Jonas Schonber aus Lieberose als Wendischen Schulmeister in Los (Laasow).Er muss aber bald danach verstorben sein, denn er taucht in keiner späteren Urkunde mehr auf.
1570 verlieh der niederlausitzische Landvogt Bohuslav Felix von Lobkowitz und Hassenstein dem Otto von Zabeltitz zu Saßleben, nach dem Tod seines Vaters Wolf, das Dorf Saßleben mit den beiden Rittersitzen, das Dorf Mlode, das Vorwerk vor Calau, das er von Georg von Kötteritz gekauft hatte, zwei Weinberge mit Zinsen, Renten, Pachten, Hofdiensten, Vorwerken, Schäfereien, Äckern, Wiesen, Holzungen, Büsche, Sträuchern, Mühlen, Mühlstätten, Teichen, Teichstätten, Wassern und Wasserläufen, mit allen Gnaden und Rechten, Gerichten, dem Ober- und Niedergericht und freie Holzung im Spreewald. Mitbelehnt waren seine Vetter Sebastian auf Reuden und Nickel auf Buchwäldchen, die Brüder Abraham, Georg, Christoph und Melchior in Laasow sowie Hans von Zabeltitz auf Ogrosen. 1574 empfingen Abraham, Georg, Christoph und Melcher, die Söhne Benedicts sel. zum Lase ihre Lehen vom brandenburgischen Kurfürsten Johann Georg. In die gesamte Hand aufgenommen waren Hans, Jürgens Sohn zu Maraß (nach der vorigen Urkunde ein grober Schreibfehler für Ogrosen), Bastian zu Reuden, und Otto, Wolfs Sohn zu Saßleben. Am 25. Juli 1575 kam es wegen des Leibgedinge der Ursula von Schkopp (Schapelo?) zu einem Vergleich zwischen Hans von Zabeltitz auf Ogrosen als deren Ehemann und seinen Vettern Abraham, Georg, Christoph und Melchior von Zabeltitz auf Laasow (zum Laß) sowie seinen Vettern auf Reuden und Saßleben. 1578 wurden die Brüder Abraham, Georg und Christoph auf Peitzendorf, Ogrosen und Laasow mit ihren niederlausitzischen Gütern belehnt. 1583 stellte Georg von Zabeltitz wegen Laasow ein gerüstetes Pferd. Nach der im Turmknopf der Laasower Kirche gefundenen Urkunde von 1585 war in diesem Jahr Georg von Zabeltitz Patron der Laasower Kirche und damit wahrscheinlich auch der Besitzer von Laasow. Er war mit Ursula geb. von Zabeltitz aus Ullersdorf verheiratet. Sie kann nur die Tochter des Georg (gest. 1561) und einer NN gewesen, die nach dem Tod des Georg den Friedrich von Zabeltitz auf Peitzendorf und Ogrosen geheiratet hatte. Nach Gerhard Krüger und Houwald wird Georg in Urkunden von 1589, 1591, 1592 und 1598 auf Laasow (zum Laß) genannt. Der Bruder Abraham hatte Peitzendorf inne, der Bruder Christoph Ogrosen. Georg war am 27. Oktober 1601 nach dem Leichenstein hinter dem Altar der Laasower Kirche ohne männliche Erben gestorben. 1602 wurden dann die Söhne seiner Brüder mit Laasow belehnt. Offensichtlich kam es in den alleinigen Besitz des Abraham von Zabeltitz, der Laasow 1604 an W(e)ichmann von Burgsdorf verkaufte.

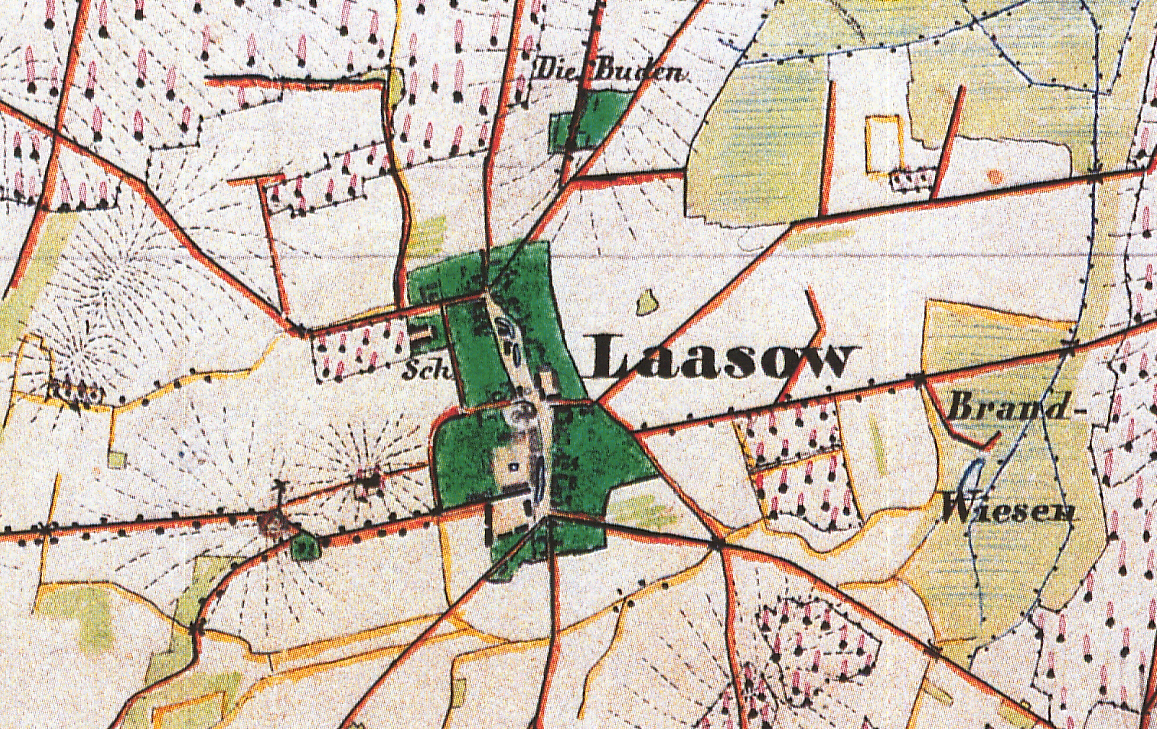
Laasow auf dem Urmesstischblatt 4250 Vetschau von 1846

Wichmann von Burgsdorf war mit Hippolyta von Schapelow verheiratet. Da er 8.000 Taler Schulden bei seinem Schwiegervater Franz von Schapelow auf Tucheband hatte, überließ er Laasow diesem. Am 29. September 1611 verkaufte Franz von Schapelow Laasow an Christoph von Zabeltitz auf Casel. Doch auch er behielt Laasow nicht für längere Zeit; 1619 verkaufte er es an Alexander Christoph von Stutterheim. Dieser erhielt am 24. März 1620 die Belehnung mit Laasow. Alexander Christoph von Stutterheim war in erster Ehe mit Eva von Buxdorf verheiratet, die 1624 nach 11-jähriger Ehe verstorben war. Mit ihr hatte er fünf Söhne (Hans Otto, Alexander Christoph, Georg Heinrich, Wilhelm Friedrich und Joachim Ernst) und drei Töchter (Anna Felicia, Eva Elisabeth und Anna Maria). In zweiter Ehe heiratete er Elisabeth von Pannwitz aus dem Hause Klein Gaglow. Er starb 1635/6. Sie heiratete später nach dem Tod des Alexander Christoph von Stutterheim den Bernhard Friedrich von der Drössel auf Drahnsdorf. Nach dem Tod des Alexander Christoph von Stutterheim übernahmen die Söhne Hans Otto und Alexander Christoph aus der Ehe mit Eva von Buxdorf Laasow. Die Feldmark von Laasow hatte 1635 konkret 25 Hufen, davon waren bereits 22 Hufen Ritterhufen, drei Bauernhufen. Die drei Bauernhufen lagen damals wüst. Außerdem wohnten sieben Gärtner und ein Schäfer in Laasow. Die Kriegsschäden durch Raub, Plünderung und Brand beliefen sich von September 1633 bis Pfingsten 1634 auf 400 Taler.
Bei der Huldigung 1644 für den neuen brandenburgischen Kurfürsten Friedrich Wilhelm waren Hans Otto und Alexander Christoph von Stutterheim zu Lahse nicht anwesend, sondern ließen Dr. Johann Meißner zu Cottbus in ihrem Namen den Lehnseid schwören. Die Gesamthänder sollten erst im abschließenden Lehnbrief eingetragen werden. Im vorigen Lehnbrief standen die Brüder ihres Vaters Otto Heinrich und Hans Jürge/Georg. Die beiden Brüder besaßen das Gut zunächst gemeinsam, später teilten sie Laasow. Allerdings verkaufte Hans Otto Christoph schon am 22. September 1651 seine Hälfte für 3.100 Gulden an seinen Bruder Alexander Christoph. Gerhard Krüger nennt ihn im Februar 1652 als Besitzer von Laasow. Anscheinend war der Verkauf zu diesem Zeitpunkt noch nicht konfirmiert. 1652 waren von 20 Gärtnergütern immerhin 13 Güter bewirtschaftet. Die meisten Gärtner waren in Laasow oder im Lande geboren, aber einige hatten erst vor kurzem ihre Stelle eingenommen. Der Schulze Hans Koßaz, ein Gärtner musste noch Allmosen annehmen. Ein Bauergut mit zwei Hufen und sieben Gärtnergüter waren wüst. Ein Stück des wüsten Bauerngutes bewirtschaftete der Pfarrer anstelle des Zehnten. Alexander Christoph von Stutterheim war mit Anna Elisabeth von Kottwitz, Tochter des Caspar von Kottwitz aus dem Hause Lakoma verheiratet. Er wohnte nach dem Tod seines Schwiegervaters in Lakoma. Dort ließ er gegen das ausdrückliche Verbot, 590 Eichen schlagen und verkaufen. Das trug ihm eine Strafe von 1.500 Talern ein, die später auf die Hälfte reduziert wurde. Bei der Kirche in Cottbus hatte er schließlich eine Schuldsumme von 3.700 Talern angesammelt, die er dadurch tilgte, dass er eine Hälfte von Laasow an die Kirche in Cottbus für 12 Jahre auf Wiederkauf verkaufte. Den Wiederkauf konnte er nicht mehr realisieren. Alexander Christoph von Stutterheim starb 1682.
Die Erben von Alexander Christoph von Stutterheim verkauften die ihm verbliebene Hälfte von Laasow für 2.400 Taler an Wolf Caspar von Theler auf Wohla bei Bautzen. Die an die Kirche in Cottbus verkaufte Hälfte konnte Theler 1683 erwerben und somit beide Teile wieder zusammen führen. diese Hälfte erwerben. Er kaufte später noch die Güter Rehnsdorf und Gersdorf, ebenfalls bei Bautzen gelegen hinzu. Wolf Caspar von Theler war in erster Ehe mit Marie Eleonore von Nostitz aus dem Hause Preititz verheiratet. In zweiter Ehe heiratete er Helene Sophie von Nostitz aus dem Hause Guttau. Fünf Söhne gingen aus der Ehe hervor. Am 24. April 1684 starb er. Sein Epitaph befindet sich in der Kirche in Gersdorf. Das Gut Laasow wurde im Erbteilungsvertrag zwischen den Kindern und der Witwe auf 6.300 Taler geschätzt. 1689 wurde zunächst der Sohn Christian Ulrich mit Laasow belehnt, der jedoch im Oktober 1694 in Kriegsdiensten in Budapest starb. Es kam daraufhin an den Bruder Johann/Hans Konrad, der sich mit Helena Sophie von Gersdorf vermählte. Aus der Ehe gingen fünf Söhne und eine Tochter hervor. 1715 sind aber nur noch vier Söhne genannt, Wolf Christoph, Conrad Ulrich, Heinrich Rudolf und Johann Friedrich. Am 23. Juni 1717 starb Hans Conrad im Alter von nur 47 Jahren. 1718/19 sind als Besitzer die Witwe und die unmündigen Brüder von Theler genannt. Das Gut bestand aus 22 Ritterhufen und zwei Bauernhufen. Ansonsten gab es nur noch einen Bauern mit einer Hufe und neun Gärtner in Laasow. Außerdem wohnten noch elf Hausleute im Ort. Die Kirche hatte 3½ Kirchenhufen und auch zur Windmühle gehörte noch eine Hufe Landes. Die Mühle war allerdings vor neun Jahren abgebrannt. Die Gemarkung war in zwei Felder eingeteilt, die jährlich besät wurden. Der Boden war teils sandig, teils lehmig. Die Weide war nur mittelmäßig. Pro Hufe wurde ein Viehstand von zwei Pferden, zwei Ochsen, sechs Stück Rindvieh und drei Schweine angesetzt. Die Dorfbewohner erhielten kein freies Brennholz. Der Krüger schenkte wöchentlich eine Tonne Bier aus. Auch Helena Sophie von Gersdorf erreichte kein hohes Alter; sie starb am 27. Dezember 1725.
Laasow fiel nun an den ältesten Sohn Wolf Christoph (* 1699), der am 21. Mai 1726 Sophie Margarethe von Pentzig aus Bautzen heiratete. 1730 verkaufte er das Gut Laasow an Frau Eva Katharina von Muschwitz geb. von Stutterheim aus Stacko; sie war die Frau des Hof- und Oberamtregierungsrat und Konsistorialdirektors der Niederlausitz Curt Ehrenreich von Muschwitz auf Saadow. 1734 ließen sie die Kirche renovieren und den Turm neu aufführen. Das Paar hatte drei Kinder: Johanna Sophie Margarethe, sie war mit Christian Wilhelm Karl von Stutterheim auf Ogrosen, Bolschwitz und Schöllnitz verheiratet, Wilhelm Leopold, verheiratet mit Christiane Luise von Loeben aus dem Hause Brodtkowitz und Charlotte Seyfertine Tugendreich, die mit Rudolf Leopold von Loeben auf Brodtkowitz, Kackrow und Wiesendorf verheiratet war. Nach einem Sturm 1773 musste der beschädigte Turm der Laasower Kirche erneut repariert werden. Nach der Turmknopfurkunde von 1773 waren beteiligt von Stutterheim dero Frau Gemahlin, 2. der Herr von Loeben auf Brodtkowitz dero Frau Gemahlin; 3. der Herr Landes Aeltester Muschwitz auf Lipten den 30. August 1773 durch den Herrn Verwalter Johann Leopold Bramig, also die obigen drei Kinder der Eva Katharina von Muschwitz geb. von Stutterheim und des Curt Ehrenreich von Muschwitz, die demnach vor 1773 gestorben sind.
Die drei Erben verkauften Laasow um/nach 1774 an Frau Geheimrat Friederike Wilhelmine von Schmettau (1714–1779), die Tochter Friedrich Wilhelms Freiherr von Schmettau (6. Oktober 1662 bis 18. April 1735) auf Stück, königlich dänischer Geheimrat, Generalleutnant, Ritter des Danebrog-Ordens und Gesandter in Schweden, und der Anna Margarethe Brand, Oberhofmeisterin der königlichen Kinder in Dänemark und Dechantin des Stifts Vallø auf Seeland. Friederike Wilhelmine von Schmettau war mit Heinrich Wilhelm von Schmettau (1700–1767) verheiratet. Sie starb am 25. November 1779 in Laasow. Erbe von Laasow war der Sohn Carl Ludwig (1747–1812), der 1781 mit Laasow belehnt wurde. Gulde nennt ihn für 1787 als Besitzer von Laasow. Er war dreimal verheiratet. Die beiden ersten Ehepartner sind nicht bekannt. Aus der zweiten Ehe stammte der Sohn Leopold August Karl von Schmettau (1786–1838), der am 14. August 1811 seine Cousine Philippine Wilhelmine von Schmettau, Tochter des Gottfried von Schmettau heiratete. Das Paar hatte fünf Kinder, von denen die zwei ältesten Kinder noch in Laasow geboren worden sind. Bratring bezeichnet ihn 1805 als Landrentheimeister.

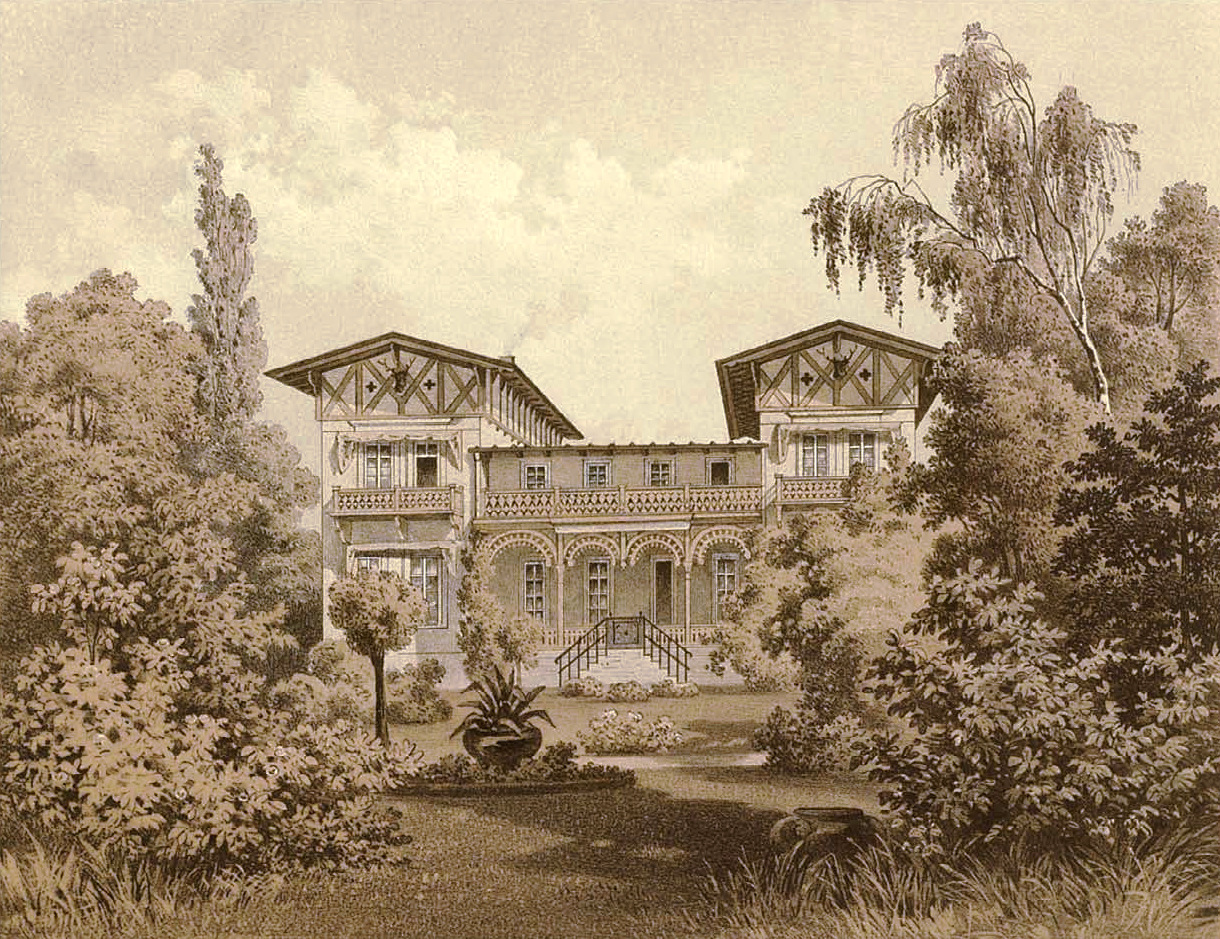
Gutshaus Laasow um 1875/77 (Sammlung Duncker)

Denn nach 1814 verkaufte Leopold August Karl von Schmettau Laasow an Heinrich Ludwig Graf zu Lynar auf Gut Ogrosen, Pritzen, Chransdorf, Jauer, Drochow, Bolschwitz und Gahlen. 1839 wurden Gemeinde und Gutsherrschaft separiert. Im selben Jahr musste der Turm erneut repariert werden. Der Ortsherr und Kirchenpatron war Sächsischer Kammerherr und Ritter des Johanniterordens. Am 13. Juli 1842 verkaufte Heinrich Ludwig Graf zu Lynar Laasow schuldenhalber an Graf Ludwig (Louis) von Pourtalès (1773–1848) aus Neuenburg NE (Schweiz).
Ludwig von Pourtalès, Königlich-Preuß. Staatsraths Präsidenten im Fürstentum Neuenburg und Ritter des Rothen Adler Ordens erster Classe war mit Sophie von Guy d’Audanger verheiratet. 1848 übergab er Laasow seinem Sohn als Erbe, den Königlich-Preußischen außerordentlichen Staatsrat Ludwig August von Pourtalès (1796–1870). Der war seit 1822 mit Elisabeth von Sandoz-Rottin verheiratet. Für 1853 gibt Berghaus als Besitzer Louis und Friedrich Grafen von Pourtalès an. 1855 kam Laasow an Jaques Alfred Graf von Pourtales, geboren 1824. Er war zweimal verheiratet, in erster Ehe mit Anna von Paschwitz und in zweiter Ehe mit Sophie von Thielau aus dem Hause Neudöbern, Tochter des Carl Otto von Thielau und der Sofie Auguste von Thielau, die Neudöbern und Rettchensdorf mit in die Ehe brachte.
Jaques Alfred ließ 1856 ein neues Gutshaus im Schweizer Villenstil errichten, und außerdem die südlich und nördlich vom Schloss gelegenen Parkanlagen anlegen. Nach Rauer (1857) war Laasow kein Lehngut mehr, sondern Allodium oder Eigen. Jaques Alfred Graf von Pourtalès starb am 25. August 1889 auf seinem Gut Laasow. Aus der zweiten Ehe überlebten von sieben Kindern vier den Vater: Alphons, Wilhelm (1865–1952), Erbherr auf Neudöbern und Rettchensdorf, Carl, Leutnant im vierten Garderegiment, und Tochter Elisabeth.
Erbe von Laasow war Graf Carl Alphons von Pourtalès (1861–1930). 1889 bezeichnet er sich als Kammergerichtsreferendar a. D. und Leutnant der Grade-Landwehr-Cavallerie (früher bei dem 2. Garde-Dragoner-Regiment). Er war mit Katharina von Löper, geboren 1858 als Tochter des Major Adolph von Löper auf Gaffron und der Therese geb. von Franckenberg-Lüttwitz aus dem Hause Bielwiese, verheiratet. Das Ehepaar adoptierte die drei Kinder des Bruders Carl. Katharina von Pourtalès starb 1940 in Laasow. Verwalter des Gutes seit mehreren Jahrzehnten war Oswald Gramsch. Am 28. März 1900 wurde Graf Alphons von Pourtalès einstimmig zum Landrat des Kreises Calau gewählt. 1914 war ein Wernicke Verwalter des Gutes. Graf Carl Alphons von Pourtalès verpachtete kurz vor seinem Tod das Laasower Rittergut 1929 zunächst an die Ilse Bergbau-Gesellschaft, 1940 wurde das Laasower Rittergut an die „Ilse“ verkauft.

### Dorfgeschichte
Christian Gulde nennt für 1787 31 Feuerstellen (= Häuser) in Laasow und 198 Einwohner. Im Schmettauschen Kartenwerk von 1768/87 ist nordöstlich des Ortskern etwa an der Stelle des Wohnplatzes Knorraue eine Windmühle eingezeichnet. Die Schäferei lag am westlichen Ortsrand an der Straße nach Missen. Bratring bezeichnet Laasow (Stand 1805) als Dorf und Gut mit einer Schmiede und einer Windmühle. Die Sozialstruktur der Einwohner war: ein Ganzbauer (Hüfner oder Vollbauer), 18 Kossäten, 9 Büdner und 3 Einlieger, die zusammen 6⅓ Hufen bewirtschafteten. Für die Bewirtschaftung von 500 Morgen Holz war ein Förster zuständig. Es gab 34 Feuerstellen (= Häuser) in denen 238 Menschen wohnten. 1818 standen schon 38 Häuser in Laasow, und der Ort hatte 228 Einwohner.
Bis zum Tod von Pfarrer Blütchen im Jahr 1830 wurde in der Laasower Kirche niedersorbisch (wendisch) gepredigt, danach nur noch deutsch. Nach Rudolf Lehmann waren 1847 von 355 Einwohnern noch 65 Einwohner wendischsprachig, 1867 von 294 Einwohnern nur noch 7 Personen. Nach Arnošt Muka waren dagegen 1884 noch 40 Personen wendischsprachig.
Die Topographisch-statistische Uebersicht des Regierungs-Bezirks Frankfurt a. d. O. von 1844 (Stand 1840) beschreibt Laasow als Dorf mit einer Kolonie, einer Windmühle und einer Schäferei. Im Dorf standen nun 44 Häuser, in denen 312 Menschen lebten. Im Urmesstischblatt 4250 Vetschau von 1846 ist die Windmühle westlich des Ortskern an der Straße nach Ogrosen eingezeichnet. → Nordöstlich des Ortes markiert die Bezeichnung Die Buden die Kolonie bzw. den daraus entstandenen Wohnplatz Knorraue. Die Schäferei lag westlich am Dorfrand zwischen Dorf und der Schäferheide, welche ihren Namen noch von der alten Schäferei trägt. Im Rezeß der Separation wird ein Schafbestand von 900 Stück angegeben. Fast gleichlautend ist die Beschreibung von Laasow im Topographisch-statistischen Handbuch des Regierungs-Bezirks Frankfurt a. O., Frankfurt a. O. 1867 (Stand 1864). Lediglich die Einwohnerzahl lag mit 307 Personen etwas niedriger.

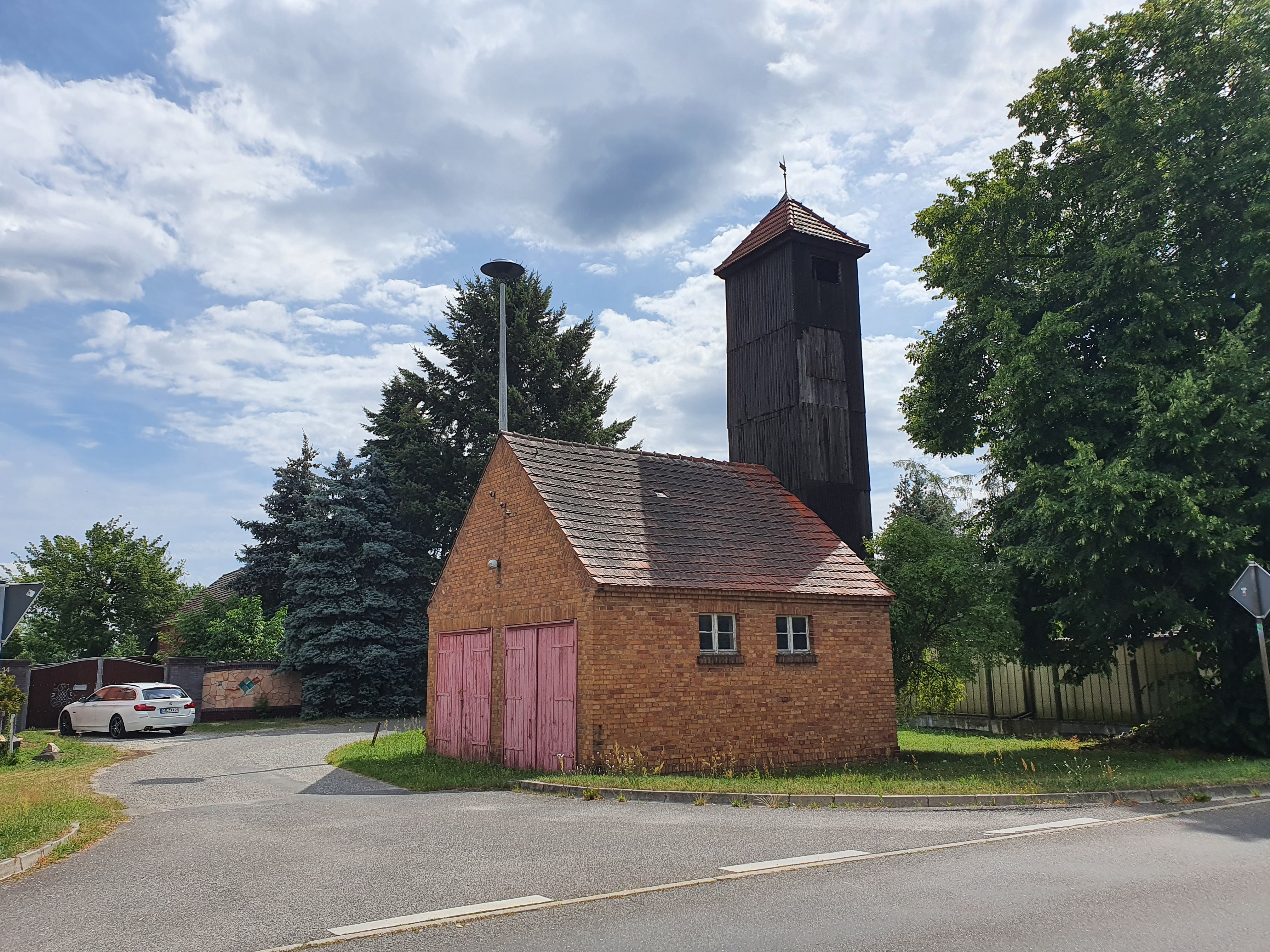
Altes Spritzenhaus von 1933

Im Jahr 1900 hatte das Dorf 357 Einwohner, davon gehörten 169 zum Gemeindebezirk und 88 Personen zum Gutsbezirk. Der Gemeindebezirk umfasste lediglich 194 ha, der Gutsbezirk dagegen 469 ha. Als Landrat veranlasste Graf Alphons von Pourtalès, dass im Jahre 1912 die Dorfstraße von der Ogrosener Chaussee bis zur Bahnstation Eichow mit Pflastersteinen befestigt wurde, die spätere bzw. jetzige L524. 1914 hatte das Rittergut eine Größe von 470 ha: 239 ha Acker, 40 ha Wiesen, 4 ha Weide und 175 ha Forst sowie 12 ha Unland. Der Steuerreinertrag belief sich auf 4759 Mark. Das Schloss war bereits an das Fernsprechnetz angeschlossen. Die Freiwillige Feuerwehr wurde am 16. Oktober 1928 gegründet, das erste Spritzenhaus wurde 1933 gebaut.
Am 24. Juni 2019 wurde das neue Dorfgemeinschafts- und Feuerwehrhaus, das anstelle des alten Gutshofes gebaut wurde, eingeweiht.

### Bevölkerungsentwicklung
| Jahr      | 1787 | 1805 | 1818 | 1840 | 1852 | 1875 | 1890 | 1910 | 1925 | 1939 | 1946 | 1950 | 1964 | 1970 | 1981 | 1991 | 2002 | 2008 | 2014 | 2020 |
| Einwohner | 198  | 238  | 228  | 312  | 328  | 255  | 257  | 272  | 283  | 234  | 334  | 352  | 287  | 267  | 435  | 346  | 471  | 462  | 414  | 367  |

Der Sprung in der Einwohnerentwicklung zwischen 1970 und 1981 erklärt sich durch die Eingemeindungen von Tornitz (mit Briesen) und Wüstenhain.

### Kommunalpolitische Geschichte
Laasow bildete bis 1816 zusammen mit Ranzow eine brandenburgische Enklave im Calauischen Kreis der bis 1815 sächsischen Niederlausitz. Beide Orte gehörten zum Cottbusischen Kreis, der der Neumark zugerechnet wurde. In der Kreisreform von 1816 wurde Laasow und Ranzow dem Kreis Calau zugeordnet. 1874 wurden Amtsbezirke in Preußen gebildet; Laasow bildete mit Tornitz, Briesen, Wüstenhain und Brodtkowitz den Amtsbezirk No. 11 Laasow. Amtsvorsteher war Rittergutsbesitzer Graf von Pourtalès, sein Stellvertreter war Rittergutsbesitzer Haellmigk in Briesen in Koschendorf. Am 16. Oktober 1928 wurde Gemeinde und Gutsbezirk zur Landgemeinde Laasow vereinigt.
Bei der Kreisreform von 1950 wurde der Landkreis Calau etwas vergrößert und in Landkreis Senftenberg umbenannt. In der folgenden umfassenden Kreis- und Bezirksreform von 1952 wurde Laasow dem neu zugeschnittenen Kreis Calau im Bezirk Cottbus zugeordnet. Zum 1. Mai 1974 wurden die Orte Tornitz (mit Briesen) und Wüstenhain nach Laasow eingemeindet. 1990 wurde der Kreis Calau noch in Landkreis Calau umbenannt.
Mit der Verwaltungsreform in Brandenburg, die 1992 begann, schloss sich Laasow mit Raddusch, Naundorf, Göritz, Ogrosen, Repten, Koßwig, Missen, Stradow, Suschow und der Stadt Vetschau zum Amt Vetschau zusammen. In der Kreisreform von 1993 ging der Kreis Calau im neuen Landkreis Oberspreewald-Lausitz auf. Zum 26. Oktober 2003 wurde Laasow gemeinsam mit den Orten Göritz, Koßwig, Missen und Raddusch nach Vetschau eingemeindet, das Amt Vetschau wurde aufgelöst. Seither ist Laasow ein Ortsteil der Stadt Vetschau.
In Laasow wird ein aus drei Mitgliedern bestehender Ortsbeirat gewählt. Bei der letzten Ortsbeiratswahl am 9. Juni 2024 wurde Babette Rostock erneut zur Ortsvorsteherin gewählt, ihre Stellvertreter sind Sandra Pommerening und Hannes Wilhelm-Kell (alle Einzelbewerber).

### Kirchliche Geschichte

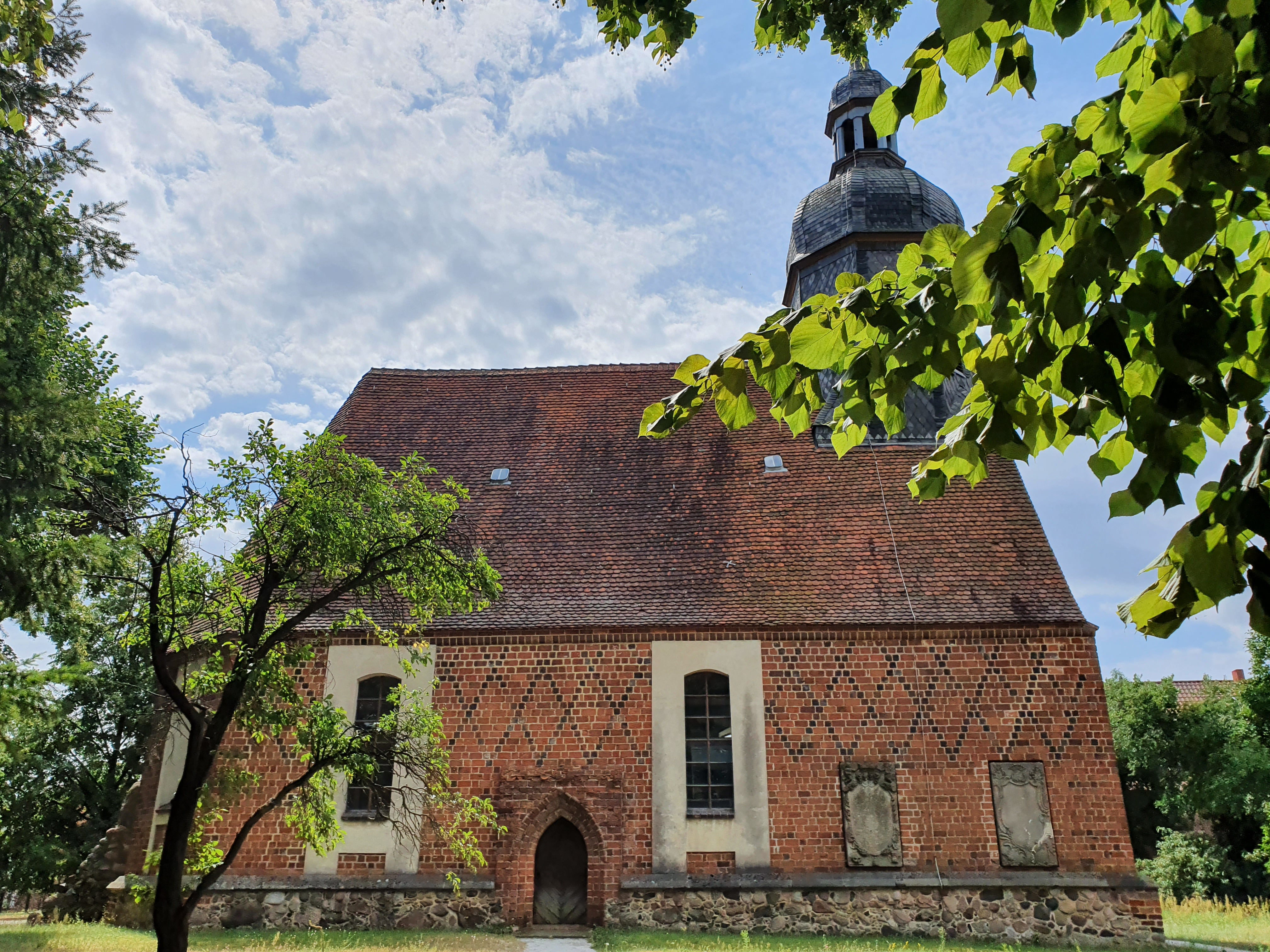
Dorfkirche Laasow

Laasow war bereits 1346 und 1495 Mutterkirche und gehörte zur Sedes Calau des Bistums Meißen. 1820 war es Mutterkirche, eingepfarrt waren Briesen, Laasorf und Tornitz, mit einer Tochterkirche in Wüstenhain, zu der Brodtkowitz, Göritz bei Reddern, Gräbendorf und Casel eingepfarrt waren. Bereits vor 1985 wurde Laasow Tochterkirche der Kirchengemeinde Ogrosen. Seit der Fusion der Kirchengemeinden Ogrosen und Missen im Jahr 2013 gehört Laasow zur Kirchengemeinde Gräbendorfer See im Kirchenkreis Niederlausitz.

## Sehenswürdigkeiten

### Bau- und Bodendenkmale
Die Denkmalliste des Landes Brandenburg für den Landkreis Oberspreewald-Lausitz verzeichnet sechs Bodendenkmale und zwei Baudenkmale:
Bodendenkmale
- Nr. 80012 Flur 1: Gräberfeld der Bronzezeit
- Nr. 80013 Flur 1: Siedlung der Bronzezeit
- Nr. 80014 Flur 1: Siedlung des deutschen Mittelalter
- Nr. 80015 Flur 1: Siedlung der Eisenzeit
- Nr. 80016 Flur 1: Siedlung des Neolithikum, Siedlung der Bronzezeit
- Nr. 80017 Flur 1: Dorfkern des deutschen Mittelalter, Dorfkern der Neuzeit, Kirche des deutschen Mittelalter, Turmhügel des deutschen Mittelalter, Kirche der Neuzeit, Friedhof des deutschen Mittelalter, Friedhof der Neuzeit

Baudenkmale
- Nr. 09120068 Dorfkirche Laasow, Dorfstraße 37 Der Saalbau aus Backstein mit dreiseitigem Ostschluss wurde in der 1. Hälfte des 15. Jahrhunderts errichtet. Der Turm wurde 1734 neu aufgebaut mit Reparaturen 1773, 1839 und 1892. Der Innenraum hat eine flache Putzdecke mit Unterzügen.[47]
- Nr. 09120069 Herrenhaus mit Park und Erbbegräbnis, Im Park 60. Das Herrenhaus ist ein zweigeschossiger Ziegelbau im Stil eines Schweizer Hauses. Es wurde 1856 errichtet und Ende 19. Jahrhundert erweitert.[47] Es steht im großen Schlosspark mit einem See.

### Weitere Bauwerke
Bernhard Afinger schuf 1857 die Marmorskulptur des Auferstehungsengels auf dem Familiengrab der gräflichen Familie von Pourtalès, darunter Karl Alphons Graf von Pourtalès (1861–1930), 1900–1919 Landrat des Landkreises Calau.

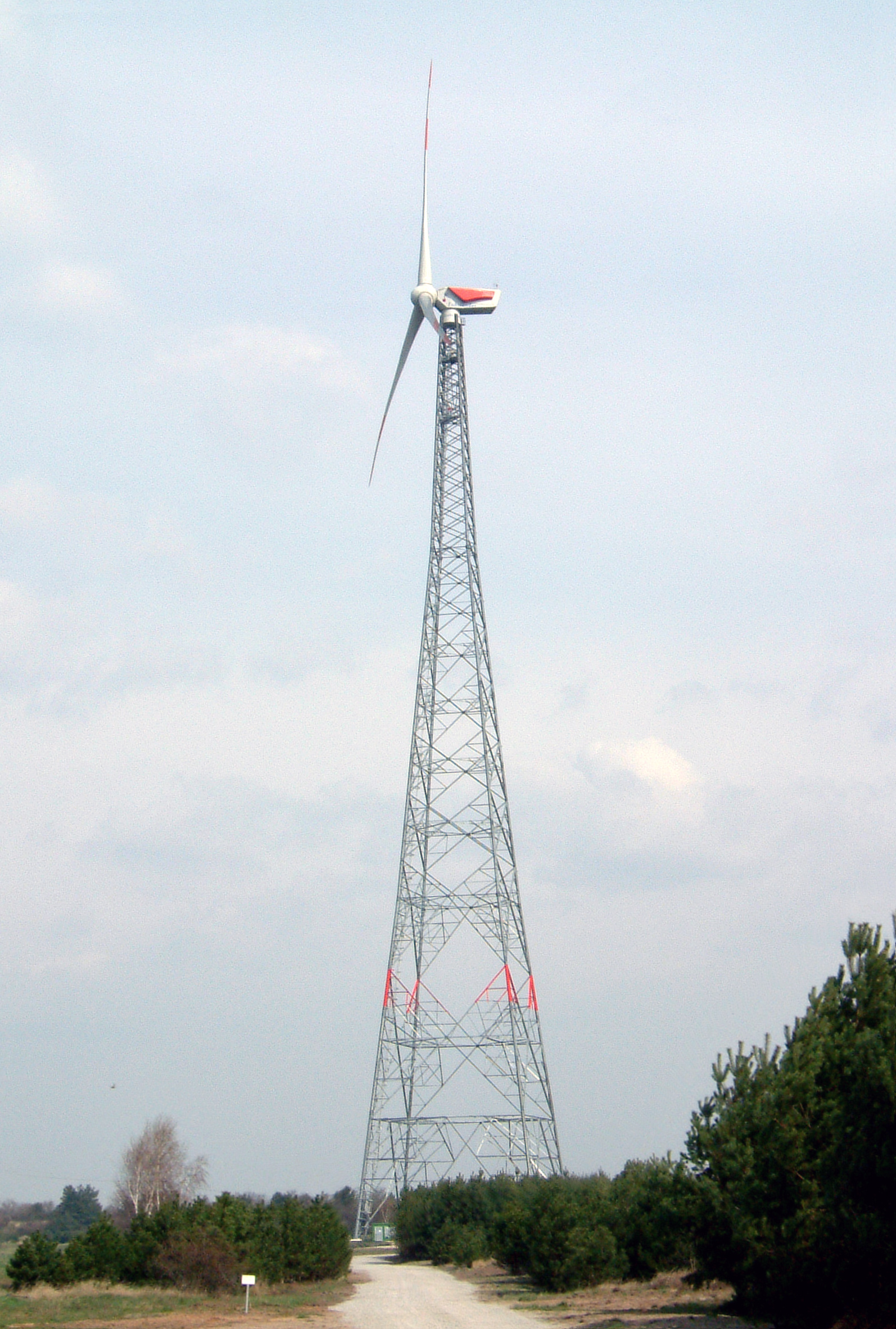
Windenergieanlage in Laasow

Seit dem 14. September 2006 besteht die Fuhrländer Windkraftanlage Laasow, mit 160 m Nabenhöhe bis 2012 die höchste Windkraftanlage der Welt.

## Freizeit, Kultur und Vereine

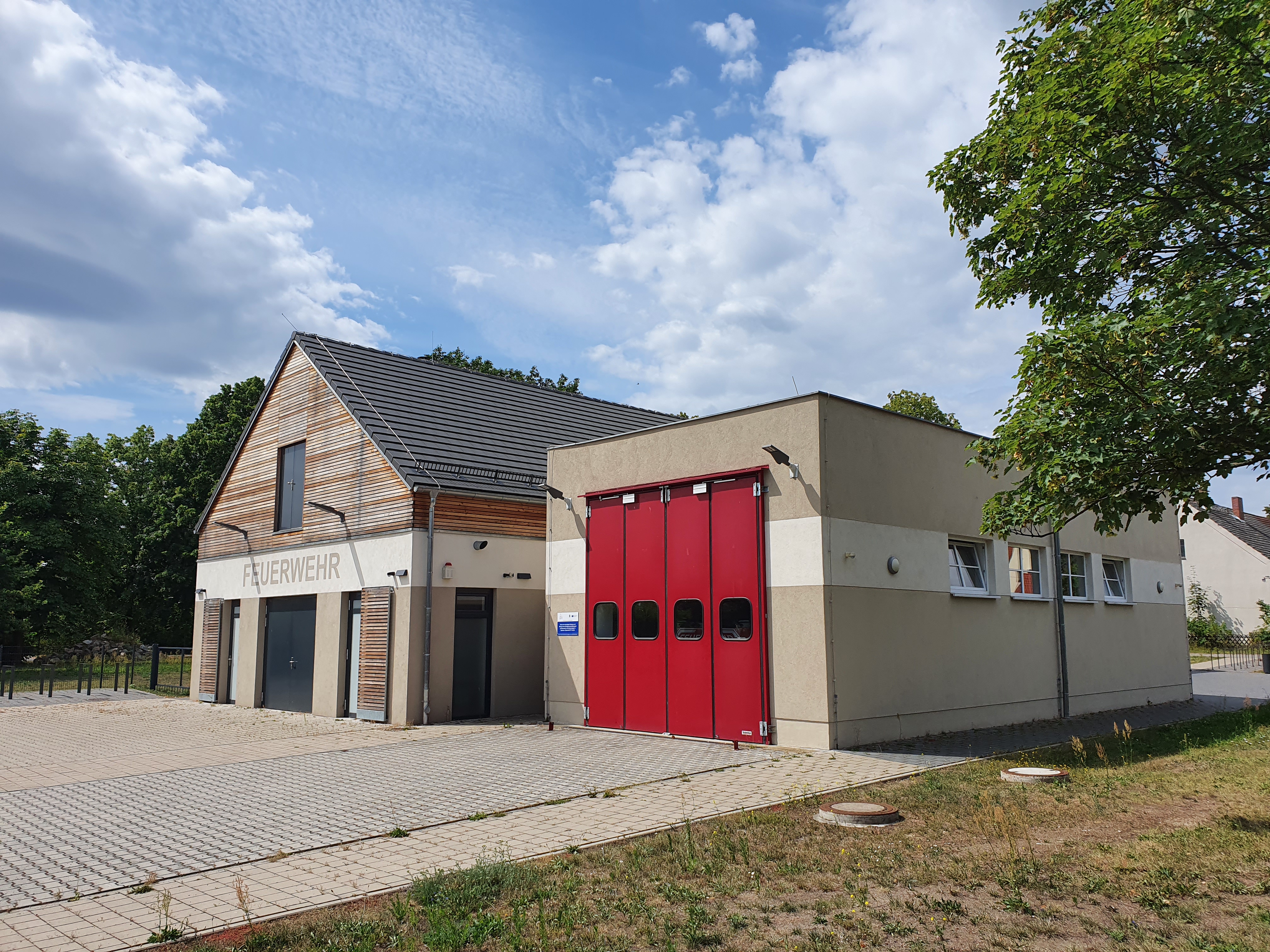
Neues Dorfgemeinschafts- und Feuerwehrhaus

Projekt Ben Wagin am Gräbendorfer See

Kulturell und geschichtlich engagiert ist der Laasower Heimatverein e. V. Im Zuge der Zusammenlegung von Gemeindebezirk und Gutsbezirk wurde am 16. Oktober 1928 die Freiwillige Feuerwehr Laasow gegründet. Das Dorf- und Reiterfest fand 2016 bereits zum 24. Mal statt. Am Gräbendorfer See befindet sich das Ben-Wagin-Projekt.